# Andreas Holzem
Andreas Holzem (* 5. September 1961 in Dortmund) ist ein deutscher römisch-katholischer Theologe.

## Leben
Von 1988 bis 1997 arbeitete Andreas Holzem als wissenschaftlicher Mitarbeiter am Seminar für Mittlere und Neuere Kirchengeschichte an der Westfälischen Wilhelms-Universität in Münster. 1993 wurde er bei Arnold Angenendt promoviert. 1997 habilitierte er sich. 1998 bis 1999 war er Stipendiat des Heisenberg-Programms. Seit 1. Oktober 1999 ist er Inhaber des Lehrstuhls für Mittlere und Neuere Kirchengeschichte an der katholisch-theologischen Fakultät der Universität Tübingen. Die Heidelberger Akademie der Wissenschaften ernannte ihn 2008 zum Mitglied der Philosophisch-historischen Klasse.

## Projekte
- 1993 bis 1997 DFG-Projekt „Religion, Bildung und Lebensformen im Fürstbistum Münster zwischen früher Neuzeit und Aufklärung“ an der Universität Münster.
- 2002 bis 2008 Leiter des Teilprojekts G1 „Gott im Krieg. Zum Wandel religiöser Plausibilitäten um 1700 und zwischen 1900 und 1950“ im Sonderforschungsbereich 437 „Kriegserfahrung – Krieg und Gesellschaft in der Neuzeit“ an der Universität Tübingen.[1]
- Seit 2011 Projektleiter im Sonderforschungsbereich 923 „Bedrohte Ordnungen“ an der Universität Tübingen.

## Schriften
- Kirchenreform und Sektenstiftung. Deutschkatholiken, Reformkatholiken und Ultramontane am Oberrhein (1844–1866). Dissertation. Verlag Ferdinand Schöningh, Paderborn 1994, ISBN 3-506-79968-1.
- Weltversuchung und Heilsgewissheit. Kirchengeschichte im Katholizismus des 19. Jahrhunderts. Oros-Verlag, Altenberge 1995, ISBN 3-89375-106-8.
- Der Konfessionsstaat. 1555–1802 (= Geschichte des Bistums Münster, Band 4). Dialogverlag, Münster 1998, ISBN 3-933144-09-4.
- Religion und Lebensformen. Katholische Konfessionalisierung im Sendgericht des Fürstbistums Münster 1570–1800. Verlag Ferdinand Schöningh, Paderborn 2000, ISBN 3-506-79605-4.
- Konfession und Sozialstiftung in Württemberg (1870–1970). Stiftungsrecht und Religionskultur der Stiftung Liebenau zwischen Kaiserreich und Bundesrepublik Deutschland. Lit, Berlin 2008, ISBN 978-3-8258-1122-8.
- Christentum in Deutschland 1550–1850. Konfessionalisierung – Aufklärung – Pluralisierung. 2 Bände. Ferdinand Schöningh, Paderborn 2015, ISBN 978-3-506-77980-9.